# Нестле България
„Нестлѐ България“ АД е българско предприятие за производство на шоколадови и захарни изделия със седалище в София, част от швейцарската група „Нестле“.
Основано е от Стефан Тодоров през 1939 година и скоро се превръща в най-голямата шоколадова фабрика в страната. През 1947 година тя е национализирана и остава държавна собственост до 1994 година, когато е купена от „Нестле“ в една от първите големи приватизационни сделки след провала на комунистическия режим. Към 2023 година „Нестле България“ е най-голямото предприятие страната в своя отрасъл с приходи от 407 милиона лева и около 970 служители.